# Prix international de Catalogne
Le prix international de Catalogne (en catalan : Premi Internacional Catalunya) est un prix international décerné chaque année depuis 1989 par la Généralité de Catalogne. Ce prix récompense le travail de personnes qui ont contribué au développement de la culture, de la science, de l'économie ou de tout autre domaine ; ce travail doit avoir été réalisé avec une haute exigence éthique et humaniste. 
Les candidats, dont le nombre dépasse souvent les deux cents, sont présentés par des institutions ou des organismes du monde entier. Le jury se compose de personnalités venues des divers domaines et indépendantes de la Généralité. Le prix ne peut être délivré à titre posthume. Il n'est normalement accordé qu'à un seul lauréat et ce n'est qu'à six occasions (1995, 2004, 2008, 2013, 2016 et 2020) qu'il a couronné deux ou plusieurs candidats. 
Le prix de Catalogne est remis au début du mois de mars par le président de la Généralité, sous forme d'une somme d'argent (80 000 euros en 2005) et d'une œuvre d'art.

## Liste des lauréats
| Édition | Année | Lauréat                                                   | Nationalité                  | Domaine                                |
| ------- | ----- | --------------------------------------------------------- | ---------------------------- | -------------------------------------- |
| 1       | 1989  | Karl Popper                                               | Royaume-Uni                  | Philosophe                             |
| 2       | 1990  | Abdus Salam                                               | Pakistan                     | Physicien                              |
| 3       | 1991  | Jacques-Yves Cousteau                                     | France                       | Océanographe                           |
| 4       | 1992  | Mstislav Rostropovitch                                    | Russie                       | Violoncelliste                         |
| 5       | 1993  | Luigi Luca Cavalli-Sforza                                 | Italie                       | Génétitien                             |
| 6       | 1994  | Edgar Morin                                               | France                       | Sociologue                             |
| 7       | 1995  | Václav Havel                                              | Tchéquie                     | Écrivain, essayiste et homme politique |
| 7       | 1995  | Richard von Weizsäcker                                    | Allemagne                    | Homme politique                        |
| 8       | 1996  | Yaşar Kemal                                               | Turquie                      | Romancier                              |
| 9       | 1997  | Amartya Sen                                               | Inde                         | Économiste                             |
| 10      | 1998  | Jacques Delors                                            | France                       | Homme politique                        |
| 11      | 1999  | Doris Lessing                                             | Royaume-Uni                  | Écrivain                               |
| 12      | 2000  | Abdallah Laroui                                           | Maroc                        | Historien                              |
| 13      | 2001  | Andrea Riccardi                                           | Italie                       | Historien                              |
| 14      | 2002  | Harold Bloom                                              | États-Unis                   | Essayiste                              |
| 15      | 2003  | Nawal El Saadawi                                          | Égypte                       | Écrivain et féministe                  |
| 16      | 2004  | Sari Nusseibeh                                            | Palestine                    | Philosophe                             |
| 16      | 2004  | Amos Oz                                                   | Israël                       | Écrivain                               |
| 17      | 2005  | Claude Lévi-Strauss                                       | France                       | Anthropologue                          |
| 18      | 2006  | Pere Casaldàliga                                          | Catalogne                    | Religieux                              |
| 19      | 2007  | Edward O. Wilson                                          | États-Unis                   | Biologiste                             |
| 20      | 2008  | Aung San Suu Kyi                                          | Birmanie                     | Femme politique                        |
| 20      | 2008  | Cynthia Maung                                             | Birmanie                     | Médecin                                |
| 21      | 2009  | Bill Viola                                                | États-Unis                   | Vidéo-artiste                          |
| 22      | 2010  | Jimmy Carter                                              | États-Unis                   | Homme politique                        |
| 23      | 2011  | Haruki Murakami                                           | Japon                        | Écrivain                               |
| 24      | 2012  | Luiz Inácio Lula da Silva                                 | Brésil                       | Homme politique                        |
| 25      | 2013  | Malala Yousafzai                                          | Pakistan                     | Activiste                              |
| 25      | 2013  | Gro Harlem Brundtland                                     | Norvège                      | Politique                              |
| 26      | 2014  | Desmond Tutu                                              | Afrique du Sud               | Activiste                              |
| 27      | 2015  | Jane Goodall                                              | Royaume-Uni                  | Primatologue                           |
| 28      | 2016  | Josep Baselga (ca) Manel Esteller (ca) Joan Massagué (ca) | Catalogne                    | Cancérologues                          |
| 29      | 2017  | Costa-Gavras                                              | Grèce France                 | Cinéaste                               |
| 30      | 2018  | Vint Cerf                                                 | États-Unis                   | Ingénieur                              |
| 31      | 2019  | Ngugi wa Thiong'o                                         | Kenya                        | Écrivain                               |
| 32      | 2020  | Dania El Mazloum                                          | Syrie                        | Médecin                                |
| 32      | 2020  | Anxhela Gradeci (ca)                                      | Albanie                      | Médecin                                |
| 32      | 2020  | Tijana Postic Bijavica (ca)                               | Bosnie-Herzégovine Catalogne | Infirmière                             |
| 32      | 2020  | Özlem Türeci                                              | Allemagne                    | Médecin immunologue                    |
| 33      | 2021  | Judith Butler                                             | États-Unis                   | Philosophe féministe et non-binaire    |
| 34      | 2022  | Svetlana Alexievitch                                      | Biélorussie                  | Journaliste                            |
| 35      | 2023  | Joseph E. Stiglitz                                        | États-Unis                   | Économiste                             |